# Steins;Gate
Steins;Gate (シュタインズ・ゲート?, Shutainzu Gēto) è una visual novel giapponese sviluppata da 5pb. e Nitroplus e pubblicata per Xbox 360 il 15 ottobre 2009. È il secondo videogioco della serie Science Adventure di 5pb. e Nitroplus, preceduto da Chaos;Head e seguito da Robotics;Notes. Il gioco è stato descritto dal team di sviluppo come un "ADV di scienza ipotetica" (想定科学ADV?, sōtei kagaku ADV) ed è stato reso disponibile per Microsoft Windows il 26 agosto 2010, per PlayStation Portable il 23 giugno 2011, per iOS il 25 agosto 2011, per PlayStation 3 il 24 maggio 2012, per PlayStation Vita il 14 marzo 2013 e per Android il 27 giugno 2013. In Europa è disponibile dal 5 giugno 2015 per PlayStation 3 e PlayStation Vita. Una versione migliorata intitolata Steins;Gate Elite (シュタインズ・ゲート エリート?, Shutainzu Gēto Erīto) è stata pubblicata il 20 settembre 2018 in Giappone per PlayStation 4, Nintendo Switch e PlayStation Vita. Questa versione include le scene animate dell'anime e nuove scene basate sulle route che non erano state animate. Successivamente è stata pubblicata in occidente il 19 febbraio 2019 per Nintendo Switch, PlayStation 4 e Microsoft Windows. Il gameplay di Steins;Gate non segue una trama lineare, bensì offre degli scenari prestabiliti con diversi corsi d'interazione.
Un adattamento manga della storia, disegnato da Sarachi Yomi, ha iniziato la serializzazione sulla rivista Monthly Comic Alive della Media Factory il 26 settembre 2009. Una seconda serie manga, illustrata da Kenji Mizuta, ha iniziato la serializzazione sul Monthly Comic Blade della Mag Garden il 28 dicembre 2009. Un adattamento anime di ventiquattro episodi, prodotto dalla White Fox, è stato trasmesso in Giappone tra il 6 aprile e il 14 settembre 2011. In Italia la serie è stata concessa in licenza alla Dynit, che l'ha messa in onda su Rai 4 a partire dall'11 settembre 2014. Un film d'animazione ha debuttato nei cinema giapponesi il 20 aprile 2013. Uno spin-off del gioco, intitolato Steins;Gate: My Darling's Embrace, è stato pubblicato il 16 giugno 2011. Un seguito a 8-bit del gioco, intitolato Steins;Gate: hen'i kuukan no octet, è stato pubblicato il 28 ottobre 2011. Un altro gioco, dal titolo Steins;Gate: Linear Bounded Phenogram, è stato pubblicato il 25 aprile 2013. Il midquel, Steins;Gate 0, è stato pubblicato in Giappone il 10 dicembre 2015 su PlayStation 3, PlayStation 4 e PS Vita, con la localizzazione in Europa e Nord America nel 2016 in inglese a cura della PQube e un successivo adattamento anime.

## Trama

### Ambientazione e temi
Steins;Gate è ambientato nell'estate del 2010, ovvero circa un anno dopo gli eventi narrati in Chaos;Head, ad Akihabara, un famoso distretto di Tokyo. Alcuni edifici del luogo, come il Palazzo della Radio, possono essere addirittura individuati nelle immagini di sfondo del videogioco. Secondo Chiyomaru Shikura, che ha diretto la progettazione di Steins;Gate, è stata scelta come ambientazione proprio Akihabara poiché è una zona dove i pezzi hardware possono essere acquistati piuttosto facilmente, il che rende il posto ideale per le persone interessate ad inventare e ad ingegnarsi con le cose.
Le nozioni di tempo e viaggio nel tempo sono i temi principali del gioco. Tuttavia anche il concetto di causa ed effetto ha un posto di rilievo nel corso della storia, in quanto il protagonista viaggia all'indietro nel tempo numerose volte per eseguire azioni differenti nel tentativo di alterare ciò che è successo nel futuro.

### Percorso delTrue End
Steins;Gate è ambientato nel distretto di Akihabara a Tokyo. Il 28 luglio 2010 Rintarō Okabe e la sua amica Mayuri Shiina si dirigono al Palazzo della Radio per una conferenza, luogo in cui Rintarō trova una ragazza di nome Kurisu Makise giacere in una pozza di sangue. Proprio quando invia un messaggio riguardo all'incidente al suo amico Itaru "Daru" Hashida, Rintarō sperimenta uno strano fenomeno che fa sparire per un attimo tutte le persone intorno a lui, senza che nessuno si accorga di niente. Più tardi, dopo aver incontrato per caso una Kurisu stranamente viva e vegeta ed aver scoperto che il messaggio inviato ad Itaru era arrivato una settimana prima di averlo inviato, Rintarō capisce ben presto che il "microonde telefonico", un forno a microonde connesso alla rete cellulare e comandabile a distanza da un telefonino, creato da lui e dall'amico Daru Hashida nel loro "laboratorio di gadget futuristici", è in realtà una macchina del tempo capace di inviare e-mail nel passato. Rintarō e i suoi amici scoprono anche che il SERN di Ginevra non è il centro di ricerca sulle particelle subatomiche che tutti credono, ma è in realtà un'organizzazione che sta facendo delle ricerche sui viaggi nel tempo da diversi anni ed è riuscito a mandare degli umani nel passato, anche se sembra che i soggetti siano stati poi ritrovati tutti morti. Nel frattempo, mentre Rintarō inizia a fare alcuni esperimenti con le cosiddette "D-mail" (Dメール?, D mēru, abbreviazione di DeLorean mail), e-mail inviate nel passato che provocano dei cambiamenti nella linea temporale, Kurisu riesce a creare un dispositivo in grado di inviare i ricordi di una persona attraverso il forno a microonde, cosa che permette dunque a quella specifica persona di tornare a tutti gli effetti indietro nel tempo.
Tuttavia in questa linea temporale il SERN scopre l'esistenza della macchina del tempo ed invia una pattuglia per recuperarla, che uccide Mayuri nel corso della missione. Grazie al dispositivo di Kurisu, Rintarō viaggia all'indietro nel tempo numerose volte nel tentativo di salvare Mayuri, ma senza successo. Proprio quando Rintarō perde ogni speranza, Suzuha Amane, una ragazza proveniente da un futuro governato dal SERN a causa del possesso di una macchina del tempo, gli dice che l'unica soluzione è tornare in una linea di universo beta in cui Mayuri non è destinata a morire. Così Rintarō, dopo aver annullato gli effetti delle sue stesse D-mail, ritorna in possesso di un PC IBN 5100, che lui e gli altri avevano perso in precedenza, e riesce ad irrompere nei sistemi del SERN per cancellare ogni traccia del suo operato. È proprio a questo punto che Rintarō si rende finalmente conto che facendo ciò sarebbe tornato nel mondo in cui Kurisu è morta ma, dopo essersi dichiarati l'un l'altro i propri sentimenti reciproci, la ragazza gli dice di pensare solo a salvare Mayuri, cosa che egli, seppur riluttante, accetta di fare cancellando definitivamente ogni traccia delle sue D-mail dal database del SERN e facendo ritorno alla linea di universo beta.
Qualche tempo dopo Suzuha, giunta dal futuro con una macchina del tempo, appare davanti a Rintarō anche in questa linea temporale per avvertirlo che l'unico modo per evitare la terza guerra mondiale è impedire l'omicidio di Kurisu per mano di suo padre, il dottor Nakabachi, che ha rubato la sua teoria sui viaggi nel tempo per presentarla al SERN. Tuttavia questa operazione termina in un disastro, in quanto Rintarō stesso finisce per uccidere Kurisu per errore. Dopo questo fallimento, Rintarō riceve un messaggio dal se stesso del futuro in cui vi è scritto che l'unico modo per salvare Kurisu senza alterare gli eventi che lo hanno portato a sviluppare una macchina del tempo è ingannare il se stesso del passato, facendogli credere che Kurisu è stata uccisa, per raggiungere così una divergenza pari all'1.048596%, denominata da lui lo 'Steins;Gate'. Dopo essere tornato nuovamente al passato, Rintarō mette quindi in pericolo la sua stessa vita per salvare Kurisu, impedire a Nakabachi di fuggire con la teoria sui viaggi nel tempo della figlia ed ingannare il suo vecchio se stesso, facendogli intraprendere normalmente il suo viaggio attraverso il tempo. Grazie a ciò, una volta giunto alla linea di universo dello Steins Gate e ormai al sicuro dalla minaccia del SERN, Rintarō riesce finalmente a ricongiungersi con Kurisu per caso (o per destino) per le strade di Akihabara.

### Finali alternativi
Le scelte del giocatore possono portare a diversi finali alternativi.
Nel finale di Suzuha Amane, Rintarō decide di non inviare la D-mail che gli avrebbe impedito di seguire Suzuha. Per prevenire la morte di Mayuri, egli rivive gli ultimi due giorni prima del suo assassinio attraverso continui salti temporali. Dopo innumerevoli tentativi, Rintarō perde ogni emozione e personalità a causa della consapevolezza di dover rivivere gli stessi due giorni per tutta l'eternità. Alla fine Suzuha nota il suo comportamento e gli dice che così facendo sta solo "morendo" lentamente all'interno, mentre intanto la divergenza del mondo continuerà sempre come previsto. Entrambi decidono dunque di viaggiare insieme all'indietro nel tempo ripromettendosi di fermare la futura distopia del SERN, nonostante la possibilità di perdere la propria memoria all'arrivo.
Nel finale di Faris Nyannyan, Rintarō decide di non inviare la D-mail che avrebbe provocato la morte del padre di Faris e la perdita del computer IBN 5100. Egli invia invece una D-mail diversa nel tentativo di convincere il padre di Faris a non dividersi dal computer IBN. Così facendo viene raggiunta una divergenza diversa dallo 0%, ma il contatore di divergenza dà uno strano risultato e nessuno degli amici di Rintarō possiede dei ricordi nei suoi confronti. In questo universo, detto Campo Attrattore Omega, Rintarō e Faris sono una coppia e vivono insieme, partecipando ogni tanto ai tornei del gioco di carte Rai-Net Access Battlers. Pur essendo deluso dal fatto che nessuno dei suoi amici si possa ricordare di lui, Rintarō è comunque soddisfatto di essere riuscito a prevenire la morte di Mayuri e decide quindi di iniziare una nuova vita con Faris al suo fianco.
Nel finale di Ruka Urushibara, Rintarō decide di non inviare la D-mail che avrebbe fatto tornare Ruka un maschio. Egli accetta una volta per tutte la morte prevista di Mayuri e non fa altri tentativi per salvarla. Condividendo entrambi quello stesso senso di colpa e tristezza che solo loro sono in grado di capire, Rintarō e Ruka decidono di trascorrere il resto della propria vita insieme.
Nel finale di Mayuri Shiina, Rintarō deve scegliere se salvare Mayuri o Kurisu. In questo caso Rintarō, resosi ormai conto di nutrire dei sentimenti d'amore nei confronti di Mayuri, decide insieme a Kurisu di fare ritorno all'universo beta in cui il suo omicidio avviene come previsto. Dopo l'hacking del database del SERN con il computer IBN, viene quindi raggiunta una divergenza pari all'1% che provoca il cambiamento di linea di universo e qui Rintarō, dopo aver giurato che non si dimenticherà mai dei suoi ricordi di Kurisu, trascorre la sua vita con Mayuri come amanti.
Il finale di Kurisu Makise segue un percorso molto simile a quello del True End. Per ottenere questo finale bisogna fare diverse conversazioni con Kurisu nel corso del gioco, cosa che porta i due protagonisti a capire i propri sentimenti reciproci verso l'altro. Tuttavia, a differenza del True End, in questo caso la morte di Kurisu non viene prevenuta dopo i crediti.

## Modalità di gioco

Una scena di Steins;Gate in cui vi è il sistema del "phone trigger". La scelta di un collegamento blu permette di rispondere al messaggio ricevuto.

Il gameplay di Steins;Gate richiede soltanto piccole interazioni da parte del giocatore, siccome la maggior parte del gioco si basa sulla lettura del testo che appare sullo schermo, rappresentante o il dialogo tra i vari personaggi o i pensieri del protagonista. Proprio come in molte altre visual novel, anche in Steins;Gate ci sono dei punti specifici dove viene data l'opportunità al giocatore di influenzare il proseguimento del gioco.
Per questi punti decisivi, Steins;Gate presenta al giocatore il "phone trigger" (フォーントリガー?, fōn torigā), un sistema molto simile a quello del "delusional trigger" introdotto in Chaos;Head. Quando il protagonista riceve una telefonata da qualcuno, il giocatore può scegliere se rispondere alla chiamata o ignorarla. Inoltre il testo dei messaggi in arrivo presenta alcune parole specifiche sottolineate ed evidenziate in blu, proprio come dei collegamenti ipertestuali in un browser, che il giocatore può selezionare per formulare una risposta. Quasi tutte le chiamate e i messaggi non devono essere risposti necessariamente, ad eccezione di alcuni punti nel gioco in cui il giocatore è costretto a scegliere un'azione. In base alle scelte fatte dal giocatore riguardo al modo in cui ha risposto a queste chiamate e messaggi, la trama proseguirà in una direzione specifica.

## Personaggi principali
Rintarō Okabe (岡部 倫太郎?, Okabe Rintarō)
Doppiato da: Mamoru Miyano (ed. giapponese), David Chevalier (ed. italiana)
È il protagonista di Steins;Gate. È un individuo eccentrico, con tipici comportamenti da chūnibyō, che si è autoproclamato scienziato pazzo e si è ribattezzato col nome Kyōma Hōōin (鳳凰院 凶真?, Hōōin Kyōma), pseudonimo con cui si presenta alle altre persone. Mayuri e Daru lo chiamano col soprannome Okarin (オカリン?), una parola composta dal suo nome e cognome. È il fondatore di quello che chiama il "Laboratorio di gadget futuristici" (未来ガジェット研究所?, Mirai gajetto kenkyūjo) ad Akihabara, dove trascorre la maggior parte del suo tempo. Ha l'aspetto di un individuo delirante e paranoico, e cita spesso l'"organizzazione" che lo insegue, parlandosi ogni tanto al suo cellulare ed emettendo risate maniacali. Indossa sempre un camice da laboratorio e il più delle volte assume un atteggiamento piuttosto arrogante. Dopo aver sperimentato i viaggi nel tempo, si rende conto di essere l'unico in grado di accorgersi dei cambiamenti tra le varie linee temporali, abilità che denomina "Reading Steiner". Ha 18 anni ed è uno studente del primo anno all'università Denki di Tokyo.
Kurisu Makise (牧瀬 紅莉栖?, Makise Kurisu)
Doppiata da: Asami Imai (ed. giapponese), Rachele Paolelli (ed. italiana)
È la protagonista femminile di Steins;Gate. È una ricercatrice di neuroscienze in un'università americana, ed è in grado di parlare e leggere inglese piuttosto bene. È estremamente talentuosa, ha saltato un grado nel sistema scolastico americano e le sue ricerche sono già state pubblicate sulla rivista accademica Science all'età di 17 anni. Non è in buoni rapporti col padre e non gli parla da diversi anni. Rintarō la chiama spesso la sua "assistente" (助手?, joshu), oppure con uno dei numerosi soprannomi di sua invenzione che non le piacciono, come "Christina" (クリスティーナ?, Kurisutīna), "lo zombie" e "Celeb Sev". Il suo atteggiamento sembra essere quello tipico delle personalità tsundere. Il nome utente del suo account su @chan (una versione del sito 2channel nell'universo del videogioco), ovvero "KuriGohan and Kamehameha", compare sul Poke-com tablet di Kaito Yashio nell'episodio 9 di Robotics;Notes.
Mayuri Shiina (椎名 まゆり?, Shiina Mayuri)
Doppiata da: Kana Hanazawa (ed. giapponese), Eva Padoan (ed. italiana)
È un'amica d'infanzia di lunga data di Rintarō che ha spesso la testa fra le nuvole. Si diverte a creare costumi cosplay e ha un lavoro part-time al maid café chiamato Mayqueen Nyannyan. Chiama spesso se stessa Mayushii (まゆしぃ?), parola composta dal suo nome e cognome, e viene chiamata così anche da Daru. Ha un modo di parlare cantilenante e di solito canta tutturū (トゥットゥルー?) quando arriva o si presenta. Ha sedici anni ed è una studentessa del secondo anno in una scuola preparatoria privata per l'università. Ha l'abitudine (denominata da Rintarō "stardust shake hand") di protendere una mano verso il cielo per cercare di raggiungere le stelle.
Itaru "Daru" Hashida (橋田・ダル・至?, Hashida "Daru" Itaru)
Doppiato da: Tomokazu Seki (ed. giapponese), Paolo Vivio (ed. italiana)
È un hacker esperto che conosce Rintarō sin dal liceo. È molto bravo nella programmazione e nell'uso di hardware sia vecchi che nuovi. È anche molto informato sulle cose che riguardano la cultura otaku. Rintarō e Mayuri lo chiamano col soprannome "Daru", una parola composta dal suo nome e cognome. Rintarō qualche volta lo chiama anche "super haker" (スーパーハカー?, sūpā hakā), pronunciando male la parola "hacker" (ハッカー?, hakkā) con suo disappunto. È un grande fan di Faris, dice frequentemente cose che potrebbero essere fraintese come molestie sessuali ed è spesso infastidito dal comportamento delirante di Rintarō. Ha 19 anni e, come il protagonista, è uno studente del primo anno all'università Denki di Tokyo. Appare in Robotics;Notes come DaSH.
Moeka Kiryū (桐生 萌郁?, Kiryū Moeka)
Doppiata da: Saori Gotō (ed. giapponese), Laura Lenghi (ed. italiana)
È una ragazza molto alta, alla ricerca di un IBN 5100, in cui si imbatte Rintarō ad Akihabara. Tiene particolarmente cura del suo cellulare e si agita se qualcuno prova a toglierglielo di mano. È molto timida e preferisce comunicare con le persone tramite i messaggi invece di parlare con loro, anche se si trovano davanti a lei. Ha 20 anni e viene chiamata da Rintarō "shining finger" (閃光の指圧師（シャイニング・フィンガー）?, shainingu fingā, lett. "dito splendente").
Ruka Urushibara (漆原 るか?, Urushibara Ruka)
Doppiato da: Yū Kobayashi (ed. giapponese), Giulia Tarquini (ed. italiana)
È un amico di Rintarō. Ha un aspetto molto femminile e i suoi modi di fare sono proprio quelli di una donna, anche a causa dell'educazione ricevuta. Indossa degli abiti femminili sia all'interno che all'esterno del tempio di suo padre. È un amico intimo e un compagno di classe di Mayuri e gli viene spesso chiesto dalla ragazza di provare i suoi costumi cosplay, anche se lui, essendo piuttosto timido, rifiuta quasi sempre. Vorrebbe essere nato femmina, ed è insicuro riguardo ai propri sentimenti per Rintarō, che declina il suo nome al femminile, chiamandolo Rukako (ルカ子?), e lo vede come un allievo. Ha 16 anni, e diventa una femmina in alcune linee temporali. I creatori hanno suggerito che la linea temporale in cui Ruka è maschio possa essere un'anomalia specifica del suo sesso.
Faris Nyannyan (フェイリス・ニャンニャン?, Feirisu Nyannyan) / Rumiho Akiha (秋葉 留未穂?, Akiha Rumiho)
Doppiata da: Haruko Momoi (ed. giapponese), Emanuela Ionica (ed. italiana)
È la cameriera più popolare del maid café "Mayqueen Nyannyan", dove lavora anche Mayuri. Il suo vero nome è Rumiho Akiha, la cui famiglia possiede Akihabara, ed è stata lei a suggerire di far diventare il luogo la città della cultura moe e degli anime. Ha 17 anni e tende ad aggiungere "nyan" (ニャン?) alle sue frasi.
Suzuha Amane (阿万音 鈴羽?, Amane Suzuha)
Doppiata da: Yukari Tamura (ed. giapponese), Valentina Favazza (ed. italiana)
È una ragazza che lavora part-time per il proprietario dell'appartamento di Rintarō e che è in cerca di suo padre ad Akihabara. Le piace andare in bicicletta e sembra essere in disaccordo con Kurisu per qualche ragione. Più tardi si scopre che è in realtà una viaggiatrice nel tempo proveniente dal futuro e che è la figlia di 18 anni di Daru. È la protagonista di un manga spin-off intitolato Steins;Gate: bōkan no rebellion.
Yūgo Tennōji (天王寺 裕吾?, Tennōji Yūgo)
Doppiato da: Masaki Terasoma (ed. giapponese), Roberto Draghetti (ed. italiana)
È il padrone di casa di Rintarō. Possiede un negozio di riparazione TV al di sotto del suo appartamento e vive lì con sua figlia Nae. Rintarō lo chiama spesso col soprannome "Mr. Braun" per la sua passione per le televisioni a tubo catodico. È il protagonista di un manga spin-off intitolato Steins;Gate: onshū no braunian motion.
Nae Tennōji (天王寺 綯?, Tennōji Nae)
Doppiata da: Ayano Yamamoto (ed. giapponese), Vittoria Bartolomei (ed. italiana)
È la figlia di Yūgo. Vive insieme al padre nel suo negozio di riparazione TV e va molto d'accordo con Mayuri. In seguito appare in Robotics;Notes come membro della JAXA.

## Produzione
Steins;Gate è il secondo prodotto, dopo Chaos;Head, ad essere nato dalla collaborazione tra 5pb. e Nitroplus. Il gioco è stato creato con l'idea in mente di una realtà "per il 99% scientifica e l'1% fantasy". La progettazione di Steins;Gate è stata diretta da Chiyomaru Shikura della 5pb. I personaggi sono stati ideati da Ryohei Fuke, altresì noto come 'Huke' (uno degli illustratori della serie Metal Gear, nonché creatore del franchise Black Rock Shooter), mentre i gadget sono stati progettati da Sh@rp. Naotaka Hayashi della 5pb. ha scritto la sceneggiatura con l'assistenza di Vio Shimokura della Nitroplus. Tatsuya Matsuhara della 5pb. e Tosō Pehara della Nitroplus sono stati rispettivamente il produttore e il direttore artistico. La musica è stata composta da Takeshi Abo della 5pb. e Toshimichi Isoe di Zizz Studio. Shikura, Hayashi, Matsuhara, Abo e Isoe avevano tutti già precedentemente lavorato insieme per Chaos;Head.
Prima dell'annuncio del gioco, era stato messo in primo piano sul sito ufficiale della 5pb. un sito teaser che si riferiva al prodotto semplicemente col nome Project S;G e dichiarava che sarebbe stato una collaborazione tra 5pb. e Nitroplus. Tuttavia un secondo progetto collaborativo tra le due aziende era già stato menzionato sul sito del decimo anniversario della Nitroplus. Inoltre Matsuhara, produttore anche di Chaos;Head, aveva precedentemente affermato che il gioco sarebbe stato ambientato ad Akihabara e che il progetto con Nitroplus sarebbe stato il secondo titolo della serie sui "racconti scientifici" (科学ノベル?, kagaku noberu). Il 12 giugno 2009 è terminato il conto alla rovescia sul sito ed è stato rivelato finalmente il nome Steins;Gate.
Matsuhara, ossia colui che ha originariamente ideato il concetto del sistema "phone trigger", ha affermato che inizialmente volevano incorporare proprio i cellulari dei giocatori nel sistema. Tuttavia l'idea è stata poi abbandonata per evitare scontri con le leggi giapponesi sulla privacy. Quando gli è stato chiesto se fosse stato possibile usare il sistema "phone trigger" in un possibile seguito del gioco, Hayashi ha risposto di sperare che ciò non accadesse ed ha ricordato di aver detto "chi ha pensato a questo sistema!" durante la scrittura del contenuto dei messaggi di testo. Anche se Shitakura non ha contribuito direttamente al copione, Hayashi ha affermato che egli ha fornito assistenza con la trama in generale ed ha dato una mano con la seconda parte della storia, aiutando in particolar modo con gli aspetti dei viaggi nel tempo all'interno del gioco. Hayashi ha anche dichiarato che, pur non volendo far ripetere al copione lo stesso testo più e più volte, alla fine ciò è stato inevitabile a causa dei viaggi all'indietro nel tempo, e per questo motivo ha tentato di porre l'accento sul tempo complessivo dello sviluppo della trama e su come essa si sarebbe svolta. Per quanto riguarda invece il tema del viaggio nel tempo in generale, Hayashi ha ammesso di aver inizialmente ritenuto che fosse un argomento troppo usato ed abusato, e che aveva quindi espresso la sua perplessità al riguardo quando aveva sentito l'idea per la prima volta da Shikura.
Kana Hanazawa ha affermato di essere stata felice di aver potuto far parte del progetto, in quanto secondo lei non è cosa di tutti i giorni l'essere in grado di svolgere un ruolo in un gioco serio. Inoltre ha ritenuto che il videogioco trasmette al giocatore più una sensazione entusiasmante che spaventosa, ed è proprio questo che spinge il lettore a continuare a leggere.

### Pubblicazioni
Steins;Gate è stato dichiarato pronto per una versione di produzione il 18 settembre 2009. Qualche settimana più tardi una demo del gioco, che permette al giocatore di sperimentare il prologo e il primo capitolo della storia, è stata resa disponibile sull'Xbox Games Store prima per i membri Gold di Xbox Live il 7 ottobre e poi pubblicamente il 14 ottobre. Steins;Gate è stato pubblicato sia in edizione limitata che regolare il 15 ottobre 2009. L'edizione limitata conteneva il gioco, un giocattolo chiamato "Gadget futuristico #3 macchina della verità" e un piccolo artbook con copertina rigida che include varie illustrazioni e informazioni generali sull'universo del gioco e i commenti dei membri dello staff. Una versione per Microsoft Windows, caratterizzata da immagini in CG aggiuntive, è stata pubblicata il 26 agosto 2010. Circa un anno dopo, il 23 giugno 2011, è stata pubblicata anche una versione per PlayStation Portable, la quale include nel gioco un nuovo filmato d'apertura, due nuove sigle rispettivamente di apertura e chiusura, e tutti gli elementi dei contenuti scaricabili della versione per Xbox 360. La pubblicazione del gioco per i dispositivi iOS è avvenuta il 25 agosto 2011, mentre una versione per PlayStation Vita, che include sia il gioco originale che Steins;Gate: hiyoku renri no darling, è stata pubblicata il 14 marzo 2013 insieme a un biglietto gratuito del cinema per il film del 20 aprile.

### Seguiti
Il successo del gioco ha portato alla produzione di diversi sequel.
Steins;Gate: hiyoku renri no darling è stato pubblicato il 6 giugno 2011 ed è molto simile a Chaos;Head love chu chu! dal punto di vista dello stile. La trama non è pertinente al gioco originale, bensì assume un tono più comico. Il prodotto doveva essere originariamente un'esclusiva per Xbox 360, ma in seguito sono state distribuite versioni per PS3, PSP e PlayStation Vita. Una versione per iOS è stata pubblicata il 3 ottobre 2013.
Steins;Gate: henikuukan no octet, invece, è un'estensione non canonica del True End del gioco originale. A differenza del formato moderno da visual novel del videogioco principale, questo retro game imita lo stile grafico delle avventure testuali dell'era dei PC a 8-bit (come il NEC PC-8801), dove il giocatore deve scrivere dei brevi comandi per esplorare ed interagire con il mondo di gioco. Il prodotto presenta gli sfondi e i personaggi disegnati con uno stile ad effetto pixel di colore tenue, ed è caratterizzato da linee di scansione emulate, da musiche chiptune riprodotte tramite un chip FM anch'esso emulato e dall'assenza del doppiaggio. La trama vede Rintarō Okabe ricevere una D-mail dal se stesso del 2025 che gli dice di dover salvare il futuro tramite il recupero di un IBN 5100 da una persona nota con lo pseudonimo di "Neidhardt". Questo individuo è Takumi Nishijō di Chaos;Head, in quanto il personaggio in questione utilizza lo stesso nickname nel suo MMORPG preferito e inoltre la D-mail afferma anche che "Neidhardt" vive a Shibuya ed ha delle "abilità intrinseche soprannaturali", un riferimento al suo potere di gigalomaniaco. Pur non essendo canonico, il gioco contiene numerosi easter egg e riferimenti che legano Chaos;Head e Steins;Gate insieme. Il prodotto è stato pubblicato il 28 ottobre 2011 come esclusiva per PC. Un adattamento manga della storia del gioco è stato pubblicato il 14 aprile 2013. Proprio come il videogioco principale, anche questo ha ricevuto una traduzione inglese non ufficiale da parte dei fan.
Un terzo spin-off, intitolato Steins;Gate senkei kōsoku no phenogram, è stato pubblicato in Giappone per Xbox 360 e PlayStation 3 il 25 aprile 2013. Il gioco offre diverse storie alternative, alcune delle quali vengono raccontate dal punto di vista degli altri membri del laboratorio oltre a Rintarō. Una versione per PlayStation Vita è stata pubblicata il 28 novembre 2013. Un seguito diretto, intitolato Steins;Gate 0, è stato annunciato nel marzo 2015.

## Media

### Internet radio
Una trasmissione radiofonica, intitolata Steins;Gate rajio mirai gajetto denpakyoku (Steins;Gate ラジオ 未来ガジェット電波局?), è andata in onda sulla Internet radio, ospitata dalla HiBiKi Radio Station, dall'11 settembre al 30 ottobre 2009. Lo spettacolo è stato trasmesso in streaming online ogni venerdì ed è stato condotto da Asami Imai e Kana Hanazawa, ossia le doppiatrici di Kurisu Makise e Mayuri Shiina. Tra gli ospiti sono apparsi anche Yū Kobayashi, la doppiatrice di Ruka Urushibara, e Ayano Yamamoto, la doppiatrice di Nae Tennōji. Un CD contenente un Comiket show speciale con Haruko Momoi, la doppiatrice di Feiris Nyannyan, come ospite è stato pubblicato il 29 dicembre 2009. Una collezione di tutti gli otto episodi della trasmissione radiofonica registrati in formato MP3, il Comiket show e uno spettacolo inedito è stata pubblicata il 3 febbraio 2010 in un unico pacchetto con la colonna sonora del videogioco.

### Manga

Copertina del secondo volume dell'edizione italiana, raffigurante Mayuri

Il 26 settembre 2009 un adattamento manga di Sarachi Yomi ha iniziato la serializzazione sul numero di novembre 2009 del Monthly Comic Alive di Media Factory. Anche se il manga è stato pubblicato prima della visual novel, la storia prende comunque ispirazione dal videogioco. Questa serie è stata pubblicata in Italia da Edizioni BD sotto l'etichetta J-Pop il 24 aprile 2019 in unico box contenente tutti e tre i volumi.
Oltre all'adattamento di Yomi, sono stati serializzati anche altri quattro manga spin-off basati sulla serie. Steins;Gate: bōkan no rebellion (シュタインズ・ゲート 亡環のリベリオン?, Shutainzu Gēto bōkan no reberion, lett. "Steins;Gate: la ribellione dell'anello di morte"), illustrato da Kenji Mizuta, ha iniziato la serializzazione sul numero di febbraio 2010 del Comic Blade della Mag Garden. Il manga è incentrato su Suzuha Amane e racconta gli eventi della storia dal suo punto di vista. Steins;Gate: onshū no braunian motion (シュタインズ・ゲート 恩讐のブラウニアンモーション?, Shutainzu Gēto onshū no buraunian mōshon, lett. "Steins;Gate: amore e odio del moto browniano"), illustrato da Takeshi Mizoguchi, ha iniziato la serializzazione sul webzine Comic Clear di Famitsū ed assume il punto di vista di Yūgo Tennōji. Steins;Gate: shijō saikyō no slight fever (シュタインズ・ゲート 史上最強のスライトフィーバー?, Shutainzu Gēto shijō saikyō no suraito fībā, lett. "Steins;Gate: la più potente febbre leggera del mondo"), illustrato da Yuzuhana Morita, ha iniziato la serializzazione sul numero di febbraio 2011 del Comptiq della Kadokawa Shoten, per poi essere trasferito dal numero di ottobre 2011 in poi sul Monthly Shōnen Ace. Il manga è incentrato sull'eroina principale Kurisu Makise, in quanto gli eventi vengono raccontati stavolta dal suo punto di vista. Un altro manga, intitolato Steins;Gate: hiyoku renri no sweets honey (シュタインズ・ゲート 比翼恋理のスイーツはにー?, Shutainzu Gēto hiyoku renri no suītsu hanī), ha iniziato la serializzazione sul numero di agosto 2011 del Comic Blade e segue le vicende narrate nell'omonimo fan disc. Un adattamento manga dei drama-CD, intitolato Steins;Gate: aishin meizu no babel (シュタインズ・ゲート 哀心迷図のバベル?, Shutainzu Gēto aishin meizu no baberu) e narrato anch'esso dalla prospettiva di Kurisu, è stato illustrato da Shinichirou Nariie ed ha iniziato la serializzazione sulla rivista Ultra Jump della Shūeisha il 15 maggio 2012.
Un manga spin-off di genere comico, intitolato Steins;Gate! (しゅたいんず・げーと?) ed illustrato da Nini, ha iniziato la serializzazione sul numero di marzo 2011 del Monthly Comic Alive di Media Factory.
Un libro contenente informazioni e disegni di Steins;Gate è stato pubblicato dalla Enterbrain il 26 febbraio 2010.

### Drama-CD
Tre drama-CD sono stati pubblicati nel 2010 rispettivamente il 31 marzo, il 28 aprile e il 2 giugno. Il primo drama-CD si svolge nel decimo capitolo del percorso di Kurisu.

### Serie televisiva

Copertina del primo DVD box della Dynit, raffigurante i protagonisti Kurisu Makise, Rintarō Okabe e Mayuri Shiina

Il 25 luglio 2010 Chiyomaru Shikura annunciò sul suo account Twitter che Steins;Gate sarebbe stato trasposto in un anime. Successivamente i dettagli riguardo all'adattamento furono rivelati sui numeri di settembre 2010 delle riviste Newtype e Comptiq. La serie è stata prodotta dalla White Fox ed è stata trasmessa in Giappone tra il 6 aprile e il 14 settembre 2011. Gli episodi sono stati raccolti in nove cofanetti di DVD/BD, ognuno contenente 2–3 episodi, un artbook e un disco bonus con le musiche e i radiodrammi dei doppiatori giapponesi. Un episodio OAV è stato pubblicato con l'ultimo cofanetto di DVD/BD il 22 febbraio 2012. L'adattamento è stato diretto da Hiroshi Hamasaki e Takuya Satō, con la sceneggiatura di Jukki Hanada e le musiche di Takeshi Abo e Murakami Jun.
In Italia i diritti dell'anime, OAV incluso, sono stati acquistati dalla Dynit nel 2013, sebbene l'azienda avesse inizialmente affermato nel 2011 di non essere interessata al titolo. I primi dodici episodi dell'adattamento, sia doppiati che sottotitolati in italiano, sono stati pubblicati in un cofanetto di DVD/BD il 2 aprile 2014; gli altri dodici episodi, più OAV, sono stati poi distribuiti il 23 luglio 2014 in Blu-ray Disc e il 27 agosto 2014 in DVD. La serie doveva andare in onda su Rai 4 durante il primo semestre del 2014, ma in seguito è stata rimandata all'autunno dello stesso anno: la trasmissione televisiva ha infatti avuto inizio l'11 settembre 2014 ed è stata programmata ogni giovedì sera intorno alla mezzanotte (eccezion fatta per gli episodi 12–14 la cui messa in onda è stata anticipata in settimana intorno alle ore 6:00).
Il sequel, Steins;Gate 0, è stato doppiato e pubblicato da Dynit in Blu-ray nel 2021.
In America del Nord l'anime è stato acquistato dalla Funimation Entertainment e la serie è stata pubblicata in due cofanetti di DVD/BD rispettivamente il 25 settembre e il 18 dicembre 2012. Nel Regno Unito la serie è stata concessa in licenza invece alla Manga Entertainment, che l'ha poi pubblicata, divisa in due parti diverse, il 15 luglio e il 30 settembre 2013.

#### Episodi
| Nº  | Titolo italiano Giapponese 「Kanji」 - Rōmaji | In onda           | In onda           |
| Nº  | Titolo italiano Giapponese 「Kanji」 - Rōmaji | Giapponese        | Italiano          |
| 1   | Prologo dell'inizio e della fine 「始まりと終わりのプロローグ」 - Hajimari to owari no Purorōgu | 6 aprile 2011     | 11 settembre 2014 |
| 1   | Il 28 luglio 2010 Rintaro "Okarin" Okabe, sedicente "scienziato pazzo", e la sua amica d'infanzia Mayuri Shiina si recano ad una conferenza sui viaggi nel tempo del dott. Nakabachi, che si tiene nell'edificio della Radio Kaikan ad Akihabara. Mentre si trovano lì, Rintaro si imbatte in una ragazza di nome Kurisu Makise, che afferma di averlo incontrato quindici minuti prima, nonostante lui non l'abbia mai vista. In seguito, poco dopo aver ricevuto un video messaggio incomprensibile, sente un grido proveniente dal piano superiore e scopre il corpo di Kurisu che giace in una pozza di sangue, apparentemente accoltellata. Sotto shock, Rintaro corre fuori dall'edificio e invia una email al suo amico Itaru "Daru" Hashida sulla terribile scoperta. Improvvisamente Rintaro ha una strana sensazione. Si ritrova in una città deserta e vede un satellite artificiale precipitato sul palazzo della Radio Kaitan. Tornato nel suo laboratorio, chiamato "Laboratorio di Gadget Futuristici", dove sta studiando uno strano forno a microonde comandato da cellulare, Rintaro guarda con incredulità un notiziario televisivo che riporta la notizia che un satellite artificiale è caduto sull'edificio della radio, e di conseguenza la conferenza sui viaggi nel tempo è stata annullata. Anche Daru ricorda che Rintaro quella mattina era adirato per non aver potuto assistere alla conferenza. Più tardi, Rintaro accompagna Daru ad una conferenza universitaria e scopre che l'email inviata al suo amico sul ritrovamento del corpo della ragazza è stata ricevuta una settimana prima. Sul luogo della conferenza Rintaro incontra Kurisu, viva e vegeta. |                   |                   |
| 2   | Paranoia da spostamenti temporali 「時間跳躍のパラノイア」 - Jikan chōyaku no Paranoia | 13 aprile 2011    | 18 settembre 2014 |
| 2   | Kurisu, che con grande sorpresa di Rintaro è viva, è la relatrice della conferenza universitaria, nella quale sostiene l'impossibilità dei viaggi nel tempo. Dopo aver ritirato delle provviste da una sua amica di nome Ruka Urushibara, Rintaro incontra Yugo "Mr. Braun" Tennoji, il suo padrone di casa, che possiede un negozio di elettronica situato sotto al laboratorio, e Suzuha Amane, una ragazza neo assunta da Mr. Braun come commessa. Più tardi, Rintaro fa delle ricerche sul satellite caduto e scopre che un uomo di nome John Titor, che aveva affermato dieci anni prima di essere un viaggiatore nel tempo, ha scritto dei nuovi messaggi su un forum online. Convinto che sia un impostore, Rintaro cerca su internet i messaggi originali di Titor senza trovarli, e anche i libri che aveva comprato su di lui sono scomparsi. Il giorno seguente il protagonista incontra una strana ragazza di nome Moeka Kiryu che sta cercando un IBN 5100, un vecchio modello di PC. Al laboratorio Rintaro e Daru fanno un esperimento con il microonde telefonico, provando a farlo funzionare con una banana. La banana scompare dall'interno del microonde e appare sul tavolo, trasformata in un gelatina verde. Al laboratorio giunge Kurisu. |                   |                   |
| 3   | Paranoia da realtà parallele 「並列過程のパラノイア」 - Heiretsu katei no Paranoia | 20 aprile 2011    | 25 settembre 2014 |
| 3   | Rintaro permette a Kurisu di esaminare il microonde telefonico a condizione di diventare membro del laboratorio. Effettuando un altro esperimento, Rintaro capisce che utilizzando il microonde è possibile inviare messaggi nel passato. Kurisu è ancora scettica e lascia il laboratorio. A Rintaro tornano in mente i messaggi postati da John Titor. Titor afferma che nel suo futuro l'organizzazione SERN ha creato una macchina del tempo tramite il Large Hadron Collider, un acceleratore di particelle, e la utilizza in modo esclusivo per controllare il mondo. Il modo per fermare questo futuro distopico, sempre secondo Titor, è utilizzare un vecchio computer, un modello IBN 5100. Rintaro scambia qualche messaggio con Titor che spiega di non aver mai viaggiato nell'anno 2000, e che forse Rintaro fa riferimento a un Titor appartenente ad un'altra linea temporale. Rintaro chiede a Daru di entrare nei sistemi del SERN. Dai frammenti di informazioni recuperate dai server, Rintaro e Daru apprendono che l'organizzazione sta compiendo esperimenti top secret con micro buchi neri e che tali esperimenti hanno causato una vittima. |                   |                   |
| 4   | Rendez-vous di impossibili teorie erranti 「空理彷徨のランデヴー」 - Kūri hōkō no Randevū | 27 aprile 2011    | 2 ottobre 2014    |
| 4   | Continuando ad indagare sui dati estratti dai server del SERN, Daru si imbatte in un codice sorgente sconosciuto. Rintaro riceve una email da Titor, il quale rivela che il codice sorgente appartiene ad un linguaggio di programmazione proprietario di IBN, e che occorre un modello 5100 per decifrarlo. Mentre si reca in lavanderia, Rintaro si imbatte in Kurisu, che è ancora scettica sull'esistenza delle macchine del tempo, e le racconta le sue scoperte sul SERN e sul computer. Faris Nyannyan, la proprietaria di un maid café frequentato da Daru, apprende da Mayuri che Rintaro sta cercando il computer e la informa che la sua famiglia ha donato un modello 5100 al tempio della famiglia di Ruka. Rintaro, informato da Mayuri, si reca al tempio, dove il padre di Ruka gli racconta che dieci anni prima la persona che ha donato il computer si era raccomandata di conservarlo in attesa di un giovane che ne avrebbe avuto bisogno. Rintaro e Kurisu prendono in prestito il computer e lo portano al laboratorio. |                   |                   |
| 5   | Rendez-vous di collisioni tra cariche elettriche 「電荷衝突のランデヴー」 - Denka shōtotsu no Randevū | 4 maggio 2011     | 9 ottobre 2014    |
| 5   | Mentre giungono al laboratorio, Kurisu ha uno strano incontro con Suzuha. A Daru servono dei componenti per collegare l'IBN 5100 al proprio computer, e Rintaro esce per comprarli. Rintaro incontra Suzuha, che lo avverte di prestare attenzione a Kurisu. Dopo essere riuscito a collegare l'IBN 5100, Daru decifra i dati recuperati dai server. Il gruppo apprende che l'esperimento Z del SERN riguarda il dislocamento spazio temporale e che diverse persone sono state inviate a ritroso nel tempo, ma sono giunte nel passato decedute e in forma gelatinosa. Kurisu ipotizza che questo effetto sia dovuto alla distorsione delle molecole causata dalla macchina del tempo. Rintaro si ripromette di perfezionare il forno a microonde. |                   |                   |
| 6   | Divergenza dell'effetto farfalla 「蝶翼のダイバージェンス」 - Chō tsubasa no Daibājensu | 11 maggio 2011    | 16 ottobre 2014   |
| 6   | Al laboratorio, il gruppo effettua delle prove per capire meglio il meccanismo di invio nel passato delle email, ribattezzate "D-Mail". Kurisu spiega agli altri che una D-Mail viaggia nel passato di un'ora per ogni secondo impostato sul timer del forno e che il massimo numero di dati trasmessi è 36 caratteri occidentali o 18 caratteri giapponesi. Inoltre, il forno a microonde invia le D-Mail solo in alcuni orari. Il giorno dopo Moeka si reca al laboratorio e cerca di prendere in prestito l'IBN 5100. Non riuscendo a nasconderle la natura degli esperimenti, Rintaro la nomina quinto membro del laboratorio. |                   |                   |
| 7   | Divergenza della frattura 「断層のダイバージェンス」 - Dansō no Daibājensu | 18 maggio 2011    | 23 ottobre 2014   |
| 7   | È il 3 agosto 2010. Daru modifica il forno a microonde telefonico per poter inviare D-Mail a qualunque numero di telefono. Rintaro vuole provare a cambiare il passato inviando i numeri vincenti del lotto. Subito dopo aver inviato la D-Mail, Rintaro prova una strana esperienza, simile a quella che ha avuto prima dello schianto del satellite artificiale. Sebbene nessuno ricordi l'invio della D-Mail tranne Rintaro, Ruka entra nel laboratorio dicendo che Rintaro le aveva detto di giocare quei numeri, ma non ha vinto perché ha sbagliato nel trascrivere uno dei numeri indicati. Rintaro realizza che la D-Mail ha causato il suo spostamento in una nuova linea di universo. In questa linea lui ha ricevuto il messaggio con i numeri, ha chiesto a Ruka di giocarli e non ha effettuato l'invio della D-Mail, evento accaduto nella linea di universo precedente. In seguito Rintaro invia una mail a Titor, che gli risponde confermando la sua ipotesi, ma neppure lui si spiega il motivo per cui Rintaro conservi le memorie dell'altra linea di universo. Secondo Titor, questa abilità lo renderebbe in grado di cambiare il mondo distopico del futuro. Titor quindi chiede a Rintaro di diventare un messia. |                   |                   |
| 8   | Omeostasi di una fantasia 「夢幻のホメオスタシス」 - Mugen no Homeosutashisu | 25 maggio 2011    | 30 ottobre 2014   |
| 8   | Rintaro spiega a Daru e Kurisu il fenomeno dello spostamento tra le linee di universo e che solo lui riesca a mantenere le memorie. Moeka chiede di fare un nuovo esperimento inviando a se stessa una D-Mail. Moeka aveva cambiato cellulare quattro giorni prima e vuole ordinare alla se stessa del passato di non cambiarlo. Kurisu sostiene che con una tale D-Mail potrebbero capire se il passato è stato effettivamente cambiato, semplicemente controllando il modello di cellulare di Moeka. Subito dopo l'invio della D-Mail Rintaro vive nuovamente la strana esperienza associata al cambiamento della linea di universo e si ritrova nel laboratorio, dove però Moeka è scomparsa e nessuno si ricorda di lei. Il giorno successivo Ruka si reca al laboratorio, e chiede di inviare una D-Mail nel passato. Ruka è biologicamente un maschio, ma si veste come una ragazza e si sente tale. Avendo saputo degli esperimenti temporali, Ruka vuole cambiare il passato per modificare il suo sesso. Convinta della diceria che la dieta di una donna incinta determini il sesso del nascituro, Ruka chiede di poter inviare un messaggio a sua madre indicandole di mangiare verdura durante la gravidanza, per poter nascere di sesso femminile. Rintaro e Daru convertono il messaggio in forma numerica per poterlo inviare al cercapersone della madre di Ruka, perché a quell'epoca in Giappone non erano ancora diffusi i cellulari, e lo inviano nel passato. Subito dopo Rintaro avverte nuovamente il cambiamento della linea di universo, ma non nota alcuna differenza. |                   |                   |
| 9   | Omeostasi di un'illusione 「幻相のホメオスタシス」 - Gensō no Homeosutashisu | 1º giugno 2011    | 6 novembre 2014   |
| 9   | Faris, al maid café, apprende l'esistenza della macchina del tempo da Daru. Rintaro scopre che al laboratorio l'IBN 5100 è scomparso e nessuno ricorda che sia stato utilizzato per decifrare i dati trafugati dal SERN. Kurisu suggerisce che le D-Mail inviate nel passato potrebbero aver causato altri eventi a catena, a causa dell'effetto farfalla. Ruka informa Rintaro che l'IBN 5100 non è presente nel tempio di famiglia. Successivamente Rintaro incontra Moeka che sta cercando anch'essa il computer, scoprendo che nella linea di universo corrente tutti la conoscono, a differenza della linea precedente. Rintaro e gli altri vanno a trovare Faris per ottenere informazioni sull'IBN 5100. Faris, la cui vera identità è Rumiho Akiha, appartiene ad una ricca famiglia, poiché suo padre possiede il quartiere di Akihabara. Faris chiede a Rintaro, in cambio delle informazioni, di poter inviare una D-Mail dieci anni nel passato, senza voler svelarne il contenuto. Dopo l'invio del messaggio, Rintaro avverte il passaggio nella nuova linea di universo. Il padre di Faris spiega che ha ceduto un computer simile, ma non al tempio. Rintaro scopre che la geografia di Akihabara è completamente cambiata e non è più un punto di ritrovo per gli appassionati di anime. |                   |                   |
| 10  | Omeostasi di una vita insieme 「相生のホメオスタシス」 - Sōsei no Homeosutashisu | 8 giugno 2011     | 13 novembre 2014  |
| 10  | Rintaro sospetta che la D-Mail di Faris abbia impedito lo sviluppo della cultura anime del quartiere di Akihabara, cambiandolo completamente. Oltre a questo Rintaro scopre che nella nuova linea di universo Ruka è una ragazza. Suzuha si confida con Rintaro, dicendogli che è venuta a Tokyo per cercare suo padre e che se non lo troverà il giorno successivo, lascerà la città. Mentre Rintaro sta organizzando una cena di addio per Suzuha riceve un messaggio minaccioso, allegato all'immagine di una gelatina, che lo avverte di essere sorvegliato. Suzuha non si presenta alla cena, e invia un messaggio di addio a Rintaro. Il giorno successivo Rintaro decide di inviare una D-Mail per ricordare a se stesso di convincere Suzuha a partecipare alla cena e non lasciare la città. Il piano riesce, e nella nuova linea di universo, Suzuha rimane a Tokyo e prosegue la ricerca di suo padre. |                   |                   |
| 11  | Dogma della frontiera spazio-tempo 「時空境界のドグマ」 - Jikū kyōkai no Doguma | 15 giugno 2011    | 20 novembre 2014  |
| 11  | È il 10 agosto. Rintaro scopre che un televisore a tubo catodico nel negozio di elettronica di Mr.Braun interagisce con il microonde telefonico. Kurisu deduce che il televisore è necessario per far funzionare il forno, cosa che spiegherebbe il motivo per cui è possibile inviare le D-Mail solo in certi orari, corrispondenti a quelli in cui il negozio è aperto e il televisore è acceso. Kurisu ipotizza che sia possibile inviare nel passato le memorie di una persona, in modo da trasferire solo la coscienza. Rintaro, accompagnato da Mayuri, va a comprare dei componenti necessari per modificare il forno a microonde, e spiega alla sua amica che trasferire la coscienza potrebbe essere un modo più sicuro per viaggiare nel tempo rispetto alle D-Mail, perché queste ultime possono essere mal interpretate e produrre eventi inaspettati. Rintaro incontra Suzuha, che gli dice che Kurisu è coinvolta con il SERN. Kurisu nega questa accusa e confida a Rintaro il rapporto problematico che ha con suo padre, anch'esso uno scienziato, che non ha mai sopportato la superiorità intellettuale della figlia. Mentre sta facendo la spesa, Rintaro riceve un altro messaggio minaccioso, allegato all'immagine di una testa di bambola. Mentre è ancora sconvolto, Daru scopre che il computer del laboratorio, a sua insaputa, è rimasto collegato ai sistemi del SERN. |                   |                   |
| 12  | Dogma del limite statico 「静止限界のドグマ」 - Seishi genkai no Doguma | 22 giugno 2011    | 22 novembre 2014  |
| 12  | È il 13 agosto 2010. Attorno alle 14, Kurisu termina la costruzione di un dispositivo per inviare i ricordi di una persona nel passato. Il dispositivo legge gli engrammi cerebrali e attraverso la connessione con i sistemi del SERN li invia all'LHC, che li comprime. Ottenendo i dati compressi è possibile inviarli nel passato come se fossero una D-Mail. Kurisu aggiunge che il dispositivo può inviare i ricordi fino a due giorni nel passato e spiega che qualcuno dovrebbe fare da cavia per l'esperimento. Rintaro è ancora tormentato dal messaggio ricevuto e decide di non compiere l'esperimento, suggerendo di rendere pubbliche le loro scoperte. I membri del laboratorio decidono di preparare una cena assieme e alle 17:41 Rintaro e Kurisu escono per fare la spesa. Alla cena partecipa anche Suzuha, che accusa Kurisu di essere una spia del SERN. Kurisu respinge l'accusa. Dopo la cena, un notiziario televisivo annuncia che le linee ferroviarie sono bloccate a causa di un allarme bomba. Suzuha, preoccupata, si allontana in fretta dal laboratorio. Pochi istanti dopo, un gruppo di persone armate, guidate da Moeka, fa irruzione nel laboratorio. La ragazza rivela di appartenere al SERN e minaccia il gruppo con una pistola. Dopo aver ordinato di consegnarle la macchina del tempo e di seguirla, spara a Mayuri, uccidendola. |                   |                   |
| 13  | Necrosi metafisica 「形而上のネクローシス」 - Keijijō no Nekurōshisu | 29 giugno 2011    | 29 novembre 2014  |
| 13  | Qualche istante dopo l'uccisione di Mayuri, Suzuha entra a sorpresa nel laboratorio mettendo fuori combattimento gli assalitori e creando un diversivo. Approfittando della confusione, Kurisu usa il dispositivo per inviare la coscienza di Rintaro indietro nel tempo. Rintaro si ritrova nel laboratorio alle 16:56 dello stesso giorno. Dopo aver detto Kurisu e Daru che la cena era annullata e che dovevano tornare a casa, Rintaro corre a cercare Mayuri. Rintaro riceve una telefonata da Kurisu, che ha dedotto dal suo comportamento che ha compiuto un salto nel tempo. Trovata Mayuri, sono nuovamente inseguiti da persone armate. Rintaro cerca di fuggire assieme alla sua amica. Mayuri, correndo in mezzo alla strada viene investita e uccisa da un'auto guidata da Moeka. Rintaro si libera dagli inseguitori e corre al laboratorio, attivando il dispositivo per il salto temporale nella speranza di cambiare gli eventi e salvare Mayuri. Rintaro torna indietro alle 16:17 dello stesso giorno, al laboratorio. Dopo aver avvertito i suoi amici che la cena è annullata e averli pregati di uscire dal laboratorio, si mette alla ricerca di Mayuri. Rintaro riesce a trovare Mayuri e la convince di seguirlo. Giunti i due alla stazione della metropolitana, Mayuri viene accidentalmente spinta sulle rotaie da Nae, la figlia di Mr. Braun, e muore investita dal treno che sta sopraggiungendo. Sconvolto, Rintaro giura che continuerà a tornare indietro nel tempo finché non sarà riuscito a salvare la sua amica. |                   |                   |
| 14  | Necrosi fisica 「形而下のネクローシス」 - Keijika no Nekurōshisu | 6 luglio 2011     | 3 dicembre 2014   |
| 14  | Rintaro torna diverse volte indietro nel tempo per cercare di salvare Mayuri, ma ogni tentativo fallisce. Dopo l'ennesimo salto indietro nel tempo, Rintaro riesce a avvicinare Moeka, che non sa di essere stata scoperta. Rintaro costringe la ragazza a svelare i suoi piani. Moeka dice di essere una "Rounder", un agente del SERN il cui compito è recuperare un computer IBN 5100, aggiungendo che Rintaro e i suoi amici sono un bersaglio dell'organizzazione a causa della costruzione della macchina del tempo e del loro piano di rendere pubblica la scoperta. Nel corso dell'interrogatorio tuttavia, Rintaro viene improvvisamente tramortito e rapito da Moeka e la sua squadra, ma riesce con la forza della disperazione a liberarsi e torna nuovamente indietro nel tempo alle 16:56, e si dispera per tutti i suoi fallimenti. Dopo aver confessato la situazione a Kurisu, lei propone di inviarlo nel passato alle 13:59, il momento in cui è stato completato il dispositivo. A quel punto, Rintaro e la Kurisu del passato potranno preparare un piano per salvare Mayuri. Rintaro torna indietro nel tempo e riesce a convincere Kurisu di provenire dal futuro. Mentre cercano di capire come impedire la morte della loro amica, Suzuha entra nel laboratorio. La ragazza spiega che la linea di universo in cui si trovano appartiene ad un gruppo chiamato alfa, le cui linee conducono tutte alla morte di Mayuri. La loro divergenza, un parametro numerico che indica la differenza tra due linee, è inferiore all'1%. Per ottenere un futuro diverso dovranno modificare la linea di universo superando il valore di divergenza dell'1%, passando al gruppo di linee chiamato beta. Suzuha aggiunge che i loro tentativi di modificare il futuro non sono sufficienti per raggiungere la linea beta, perché causano cambiamenti troppo piccoli. Suzuha conduce Rintaro e Kurisu al satellite precipitato, rivelando che in realtà è una macchina del tempo. Alla domanda di Kurisu sulla sua identità, Suzuha risponde di essere il viaggiatore temporale di nome John Titor, e che proviene dall'anno 2036. |                   |                   |
| 15  | Necrosi di un anello morente 「亡環上のネクローシス」 - Bōkan ueno Nekurōshisu | 13 luglio 2011    | 19 febbraio 2015  |
| 15  | Suzuha racconta che nel futuro il SERN possiede una macchina del tempo con la quale ha instaurato un regime totalitario globale, e che lei è un membro della resistenza. La fabbricazione di tale macchina è stata resa possibile a partire da un'altra macchina più rudimentale, il microonde telefonico. La ragazza spiega che gli agenti del SERN hanno appreso l'esistenza della macchina di Rintaro intercettando la prima D-Mail, inviata da Rintaro davanti al palazzo della radio. Il piano originario di Suzuha era di viaggiare nel passato fino al 1975 per recuperare un computer IBN 5100, ma spinta dal desiderio di rintracciare suo padre, che non ha mai conosciuto, si è fermata nel 2010. Suzuha si appresta ad usare la macchina per tornare al 1975, ma scopre che è stata danneggiata a causa di un temporale. Rintaro torna indietro di due giorni, il massimo consentito dal microonde telefonico, e si ritrova nel laboratorio alle 14:21 dell'11 agosto. Dopo aver radunato i membri del laboratorio e spiegato la situazione, affida a Daru il compito di riparare la macchina del tempo di Suzuha. Mayuri propone di cercare nel frattempo il padre della ragazza. L'unico indizio sulla sua identità è una spilla. Suzuha consegna a Rintaro un misuratore della divergenza tra le linee di universo, inventato da Rintaro stesso nel futuro, e gli rivela che sarà proprio lui a fondare il movimento della resistenza. Il giorno successivo, il 12 agosto, Rintaro e Suzuha chiedono a diversi negozianti se hanno mai visto la spilla. Un venditore ambulante afferma di ricordare un cliente che gli ha chiesto di creare una spilla uguale. |                   |                   |
| 16  | Necrosi dell'irreversibilità 「不可逆のネクローシス」 - Fukagyaku no Nekurōshisu | 20 luglio 2011    | 26 febbraio 2015  |
| 16  | Il venditore dice a Rintaro di non conoscere l'identità del cliente, quindi Rintaro decide di aspettare il completamento del microonde telefonico per i salti temporali e tornare nel passato al giorno precedente, l'11 agosto, per assistere all'incontro tra il misterioso cliente e il venditore ambulante. Rintaro scopre che il cliente è Daru, che ha chiesto al venditore di creare una spilla falsa per confortare Suzuha. Daru, cercando di riparare la macchina del tempo, scopre che essa può inviare le persone solo nel passato e quindi, una volta utilizzata da Suzuha per tornare al 1975, non la rivedranno mai più. Il 13 agosto, Daru completa le riparazioni e Suzuha si appresta a tornare nel 1975. Mayuri intuisce che l'identità del padre è Daru e che lui costruirà la macchina del tempo, chiamata FD204. Suzuha saluta gli amici e torna indietro nel tempo. Rintaro nota che la divergenza della linea di universo non è cambiata. Dopo qualche ora Mr.Braun consegna una lettera di Suzuha, scritta nel 2000. Suzuha racconta nella lettera che la macchina del tempo ha avuto un malfunzionamento e l'ha portata nel 1975 ma facendole perdere la memoria per 24 anni, e di conseguenza non è riuscita a recuperare l'IBN 5100. Quando ha riacquistato i ricordi si è accorta di aver fallito la missione, ed è stata travolta dai sensi di colpa. Lei aggiunge che tutto questo è accaduto perché ha deciso di fermarsi nel 2010, e la macchina del tempo è stata danneggiata dalla tempesta. Mr.Braun spiega che Suzuha si è suicidata. Rintaro usa il microonde telefonico per mandare una D-Mail per spiegare a se stesso di non fermare Suzuha, in modo che possa usare la macchina del tempo FD204 prima che venga danneggiata. Parlando ancora con Mr.Braun, Rintaro apprende che la linea di universo è cambiata e Suzuha, invece di suicidarsi, è morta per una malattia. Mr.Braun consegna a Rintaro il misuratore di divergenza, appartenuto a Suzuha. La divergenza della nuova linea è cambiata, ma non ha oltrepassato la soglia dell'1%.                                                       |                   |                   |
| 17  | Complesso di un'immagine virtuale distorta 「虚像歪曲のコンプレックス」 - Kyozō waikyoku no Konpurekkusu | 27 luglio 2011    | 5 marzo 2015      |
| 17  | Nonostante il cambiamento di linea, Mayuri viene uccisa lo stesso, anche se l'evento avviene un giorno dopo, il 14 agosto. Kurisu teorizza che l'annullamento della D-Mail dove Rintaro dice a se stesso di fermare Suzuha ha cambiato, seppur di poco, l'evento della morte di Mayuri. Forse annullando anche le altre D-Mail inviate precedentemente si potrebbe tornare in una linea di universo dove il computer IBN è ancora al tempio. Lo scopo del gruppo è di utilizzare il computer per cancellare dai sistemi del SERN la prima D-Mail inviata, che ha fornito all'organizzazione l'indizio sull'esistenza di una macchina del tempo. Rintaro torna indietro nel tempo per fermare l'invio della D-Mail di Faris. Dopo aver incontrato Faris e averla aiutata a fuggire da un gruppo di malintenzionati, Rintaro scopre che lei non ricorda di aver inviato una D-Mail. Rintaro che cerca di capire cosa potrebbe aver scritto Faris nella D-Mail, le racconta che dopo quell'evento il quartiere di Akihabara è cambiato. La ragazza riesce a ricordare gli eventi della linea di universo dove lei era proprietaria del maid café e il contenuto della D-Mail. Lei confessa di aver inviato il messaggio nel passato per impedire la morte del padre, avvenuta in un incidente. Faris comprende che annullando la D-Mail lei perderà nuovamente suo padre. La ragazza acconsente alla richiesta, accettando il fato del padre. L'annullamento della D-Mail causa il passaggio ad una nuova linea temporale dove lei è nuovamente proprietaria di una maid café e Akibahara è tornata ad essere come prima. Tuttavia, Rintaro non sa ancora dove si trovi il computer. |                   |                   |
| 18  | Androginia auto-similare 「自己相似のアンドロギュノス」 - Jiko sōji no Andorogyunosu | 3 agosto 2011     | 12 marzo 2015     |
| 18  | Rintaro chiede a Ruka di annullare la sua D-Mail, anche se questa azione la farebbe tornare in una linea di universo in cui è di sesso maschile. Ruka chiede in cambio un appuntamento romantico con Rintaro. Accettando la richiesta, i due cenano assieme anche se sono entrambi imbarazzati. Ruka inizia a ricordare eventi della linea di universo precedente, come è successo a Faris. Alla fine della serata, Ruka consegna a Rintaro il numero del cercapersone della propria madre. In questo modo, Rintaro e gli altri inviano un messaggio per annullare quella linea di universo. |                   |                   |
| 19  | Apoptosi di una catena infinita 「無限連鎖のアポトーシス」 - Mugenrensa no Apotōshisu | 10 agosto 2011    | 19 marzo 2015     |
| 19  | Rintaro ha ora l'obiettivo di annullare la successiva D-Mail, quella inviata da Moeka per comunicare a se stessa di non cambiare il cellulare. Rintaro si reca all'appartamento della ragazza, ma scopre che si è suicidata la notte precedente, il 15 agosto. Quindi per poter parlare con lei usa il microonde telefonico per tornare indietro nel tempo all'11 agosto e incontrarla. Giunto a casa di Moeka, la trova in uno stato di forte ansia perché è in attesa delle istruzioni da un individuo con nome in codice "FB", che le aveva assegnato il compito di recuperare il computer. Rintaro riesce a strapparle il telefono con la forza e inviare una D-Mail per cancellare quella inviata da Moeka, ma non avverte alcun cambiamento di linea dell'universo, deducendo che la ragazza ha mentito sul contenuto della D-Mail. Rintaro affronta Moeka raccontandole del suo futuro suicidio e intimandola a rivelare quello che sa. La ragazza si dispera, e Rintaro scopre che la D-Mail inviata da Moeka a se stessa riguarda la presenza dell'IBN 5100 nel laboratorio. Rintaro capisce che è stata lei a rubarlo, ma anche dopo aver aver inviato una nuova D-Mail al telefono di Moeka per annullare il suo precedente messaggio, non avverte il cambiamento di linea. Alla fine Moeka, sentendosi tradita da FB che non l'ha contattata, confessa a Rintaro dove si trova il computer. |                   |                   |
| 20  | Apoptosi del grido di rancore 「怨嗟断絶のアポトーシス」 - Ensa danzetsu no Apotōshisu | 17 agosto 2011    | 26 marzo 2015     |
| 20  | Anche se ora conoscono dove si trova l'IBN 5100, Kurisu consiglia di non andarlo a prendere, suggerendo invece di sorvegliare il luogo dove è stato nascosto per poter capire chi è FB. Moeka si unisce a Rintaro, perché anch'essa vuole conoscere la sua identità. Dopo aver osservato una persona prelevare il computer, Rintaro e Moeka iniziano a pedinarla per capire a chi viene consegnato. Diverse persone, tra cui Mr.Braun, vengono successivamente in possesso del computer, che viene infine imbarcato su un aereo diretto in Francia. I due, assieme a Kurisu, affrontano Mr.Braun intimandogli di rivelare dove si trova FB. Mr.Braun rivela di essere FB, aggiungendo che ha smesso di contattare Moeka perché, una volta recuperato il computer, il suo compito è terminato. Dopo aver confessato di essere costretto a eseguire gli ordini perché ricattato del SERN, estrae una pistola e uccide Moeka. Poco dopo si toglie la vita. Rintaro prende il cellulare di Mr.Braun, e invia attraverso di esso una D-Mail nel passato a Moeka per ordinare alla ragazza di non rubare il computer dal laboratorio, causando così una modifica della linea di universo. Nella nuova realtà sia Moeka che Mr.Braun sono vivi e l'IBN 5100 si trova nuovamente nel tempio della famiglia di Ruka, e viene recuperato da Rintaro. È il 13 agosto, alle ore 15:53, e Rintaro chiede a Daru di entrare nei sistemi del SERN per cancellare tutti i dati che conducono al laboratorio. Tuttavia, egli realizza che in questo modo si tornerà alla linea di universo di partenza, nella quale il SERN non crea il futuro distopico, ma dove Kurisu muore nel palazzo della radio. |                   |                   |
| 21  | Meltdown del principio di causalità 「因果律のメルト」 - Ingaritsu no Meruto | 24 agosto 2011    | 2 aprile 2015     |
| 21  | Rintaro dice a Daru di attendere e non entrare nei sistemi del SERN, senza spiegarne il motivo. Dopo accompagna Mayuri ad un comic festival, e pensa a come salvare sia lei che Kurisu. In serata Mayuri, nonostante gli sforzi di Rintaro, viene investita da un'auto e muore. Rintaro torna indietro nel tempo alle 15:53, poco prima che Daru cancelli i dati dai sistemi del SERN, ed è disperato. Kurisu costringe Rintaro a spiegarle perché si trova in quello stato, e lui le confessa che annullando tutte le modifiche alle linee di universo lei è destinata a morire. Più tardi Rintaro trova Mayuri che è andata a visitare la tomba di sua nonna, mentre Kurisu si reca al palazzo della radio, il luogo in cui lei è destinata a morire nella linea di universo beta. |                   |                   |
| 22  | Meltdown dell'esistenza 「存在了解のメルト」 - Sonzai ryōkai no Meruto | 31 agosto 2011    | 9 aprile 2015     |
| 22  | Rintaro va a trovare Kurisu, che è nel palazzo della radio. Lei gli rivela che conserva alcune memorie delle altre linee temporali, nelle quali Rintaro cerca disperatamente di salvare Mayuri, e gli spiega che deve tornare alla linea di universo beta, salvando Mayuri a scapito della propria vita. Rintaro rifiuta questo corso degli eventi e corre al laboratorio per tornare nuovamente indietro nel tempo, ma è fermato da Kurisu. Lei gli dice che continuando a cercare invano di salvare Mayuri sarà straziato. Alla fine Rintaro decide di salvare Mayuri, confessa il suo amore a Kurisu e i due si baciano. Il giorno dopo, il 21 agosto, Kurisu si prepara a tornare negli Stati Uniti, mentre Rintaro e Daru cancellano la D-Mail originale contenuta dei sistemi del SERN. Subito dopo avviene lo spostamento nella linea di universo beta. Rintaro si trova nel laboratorio assieme a Daru e Mayuri. Dopo essersi sbarazzato del microonde telefonico, Rintaro riceve una telefonata da Suzuha, che appartiene a una linea temporale alternativa, che chiede il suo aiuto per evitare la terza guerra mondiale. |                   |                   |
| 23  | Lo Steins Gate di frontiera 「境界面上のシュタインズゲート」 - Kyōkaimenjō no Shutainzu Gēto | 7 settembre 2011  | 16 aprile 2015    |
| 23  | Suzuha spiega che nel 2036 scoppierà la terza guerra mondiale a causa dell'invenzione della macchina del tempo. La sua missione è modificare la linea di universo corrente in una linea, chiamata Steins Gate, dove la guerra non avviene. Per fare questo, devono impedire la morte di Kurisu. Desideroso di rivederla, Rintaro accetta di tornare nel tempo assieme a Suzuha al giorno della conferenza del dott.Nakabachi, il 28 luglio alle 11:51. A differenza del microonde telefonico, che trasferiva solo la coscienza, la macchina del tempo di Suzuha trasporta anche il corpo. La ragazza quindi avverte Rintaro di non interagire con il se stesso del passato. Rintaro incontra brevemente Kurisu, evento che spiega perché al primo incontro avvenuto con Rintaro la ragazza si ricordava di averlo visto pochi minuti prima. Rintaro si nasconde nella stanza dove aveva trovato il cadavere di Kurisu. Poco dopo la ragazza incontra suo padre, il dott.Nakabachi, a cui mostra un proprio articolo sul viaggio nel tempo. Nakabachi aggredisce Kurisu, accecato dall'invidia, e Rintaro interviene per salvarla. Nella colluttazione Rintaro accoltella accidentalmente Kurisu. Il padre scappa con l'articolo e prende un volo per la Russia, evento che causerà una competizione tra le nazioni per sviluppare una macchina del tempo e provocherà infine la guerra mondiale. Tornati al 21 agosto, Suzuha propone di fare un nuovo tentativo per cambiare il futuro, ma Rintaro è sconvolto. Mayuri lo convince a non desistere. Suzuha rivela che lei era a conoscenza che il primo tentativo di salvare Kurisu sarebbe fallito, ma questo evento avrebbe permesso a Rintaro di vedere il video messaggio, precedentemente indecifrabile, che aveva ricevuto quel giorno. Il video contiene un messaggio che Rintaro, a quindici anni nel futuro, ha inviato a se stesso per spiegare come giungere alla linea Steins Gate. |                   |                   |
| 23β | L'anello mancante di frontiera 「境界面上のミッシングリンク」 - Kyōkaimenjō no Misshingu Rinku | 2 dicembre 2015   | 30 giugno 2021    |
| 23β | (L'episodio 23β, che nella prima parte è uguale all'episodio 23, introduce la trama di Steins;Gate 0.) Suzuha spiega che nel 2036 scoppierà la terza guerra mondiale a causa dell'invenzione della macchina del tempo. La sua missione è modificare la linea di universo corrente in una linea, chiamata Steins Gate, dove la guerra non avviene. Per fare questo, devono impedire la morte di Kurisu. Rintaro e Suzuha viaggiano al 28 luglio, ma non riescono a salvare Kurisu. Tornati al presente, il 21 agosto, Suzuha propone di fare un nuovo tentativo, ma Rintaro è sconvolto. Mayuri cerca di confortarlo, dicendogli che il peso di cambiare il futuro è troppo per una persona. Il dolore per aver perso Kurisu cambia la vita di Rintaro, che abbandona le sue attività da scienziato per frequentare l'università. |                   |                   |
| 24  | Prologo della fine e dell'inizio 「終わりと始まりのプロローグ」 - Owari to hajimari no Purorōgu | 14 settembre 2011 | 23 aprile 2015    |
| 24  | Il Rintaro del futuro spiega a se stesso che non deve impedire gli eventi, ma convincere se stesso del passato che la ragazza è morta. Rintaro e Suzuha tornano nuovamente al 28 luglio. Rintaro assiste nuovamente all'incontro tra Kurisu e suo padre, ma questa volta lo provoca per essere attaccato. Il dott.Nakabachi, armato di coltello, ferisce Rintaro e fugge con l'articolo di Kurisu. Rintaro stordisce Kurisu con un taser, e la ragazza cade a terra sopra alla pozza di sangue causata dalla ferita di Rintaro. In questo modo riesce a ricreare la stessa scena vista da Rintaro del passato, impedendo però la morte di Kurisu. In questo modo non sono modificati gli eventi che Rintaro vivrà nelle successive settimane. Suzuha soccorre Rintaro ferito e lo porta con la macchina del tempo al 21 agosto. Suzuha ringrazia Rintaro e scompare, perché arriverà nella linea di universo chiamata Steins Gate dopo sette anni. L'articolo di Kurise brucia in un incendio scoppiato a bordo dell'aereo diretto in Russia con a bordo il dott.Nakabachi. Dopo essere guarito dalle ferite, Rintaro consegna a tutti i membri del laboratorio delle spille, simili a quella ricevuta da Suzuha da parte di suo padre Daru, accantonandone una per lei. Passeggiando per le strade di Akihabara, Rintaro incontra Kurise, che ha conservato le memorie delle altre linee di universo. |                   |                   |
| OAV | |                   |                   |
| 25  | Poriomania egoistica 「横行跋扈のポリオマニア」 - Ōkō bakko no Poriomania | 22 febbraio 2012  | 30 aprile 2015    |
| 25  | Episodio sequel degli eventi di Steins;Gate. Rintaro Okabe e gli altri membri del laboratorio stanno facendo un viaggio in America, e vanno ad incontrare Kurisu Makise. Okabe insegue una ragazza che sembra essere Suzuha Amane, per poi scoprire che si tratta invece di sua madre, la futura compagna di Daru. Kurisu ha vaghi ricordi di ciò che è accaduto nell'altra linea temporale e Okabe decide di schiarirle le idee, raccontandole tutto, dal passato, a ciò che sarebbe potuto accadere nel futuro. |                   |                   |

### Film
Al termine della serie anime è stato annunciato un film d'animazione dal titolo Steins;Gate: The Movie - Load Region of Déjà Vu (劇場版 シュタインズ・ゲート 負荷領域のデジャヴ?, Gekijōban Shutainzu Gēto fuka ryōiki no dejavu, lett. "Steins;Gate il film: il dominio sovraccaricato del déjà vu"). Il film, ambientato un anno dopo gli eventi della serie televisiva anime con una trama originale, ha debuttato nei cinema giapponesi il 20 aprile 2013 e in seguito è stato pubblicato in DVD/BD il 13 dicembre dello stesso anno.

### Musica
Steins;Gate presenta quattro canzoni principali, delle quali la terza viene cantata da Yui Sakakibara, mentre tutte le altre da Kanako Itō: la sigla d'apertura "Sky clad no kansokusha" (スカイクラッドの観測者?, Sukai kuraddo no kansokusha, lett. "L'osservatore vestito del cielo"), composta da Chiyomaru Shikura e pubblicata il 28 ottobre 2009; la sigla di chiusura "Another Heaven", composta da Yoshihiro Suda; la seconda sigla di chiusura "Unmei no farfalla" (運命のファルファッラ?, Unmei no farufarra), composta da Tatsuhi Hayashi e pubblicata il 25 novembre 2009; l'insert song "Technovision", pubblicata nell'album "Stargate" di Itō il 26 agosto 2009. La versione per PC ha invece ricevuto una nuova sigla d'apertura, "AR", cantata da Kanako Itō. Allo stesso modo, le versioni per PSP e PS3 sono state caratterizzate da nuovi singoli, tutti cantati da Itō. Le sigle d'apertura sono state rispettivamente "Uchuu engineer" (宇宙エンジニア?, Uchuu enjinia, lett. "Ingegnere spaziale") e "Hisenkei Jeniakku" (非線形ジェニアック?). La versione per PSP ha ricevuto anche una nuova sigla di chiusura, intitolata "Preghiera no tsukiyo ni" (プレギエーラの月夜に?, Puregiēra no tsukiyo ni, lett. "La notte illuminata dalla luna di Preghiera") e cantata da Yui Sakakibara. Tutte queste canzoni sono state pubblicate in un primo momento come singoli separati, per poi essere raccolte in un'unica collezione il 26 giugno 2013. I compositori delle musiche di sottofondo sono stati Chiyomaru Shikura, AKIRASTAR, Takeshi Abo, Tatsushi Hayashi e Yoshihiro Suda, i quali avevano già tutti precedentemente collaborato con la 5pb. per altri titoli. Una colonna sonora del videogioco, con tutte le musiche di sottofondo originali, le tracce vocali in versione abbreviata della versione per Xbox 360 e lo spartito della traccia "Gate of Steiner", è stata pubblicata insieme a due dischi di un pacchetto da tre pezzi, che include gli episodi registrati della trasmissione radiofonica via Internet, il 3 febbraio 2010. Nell'episodio 4 si può sentire la canzone "Watashi☆LOVE na☆Otome!" delle Afilia Saga, che hanno cantato anche la sigla d'apertura del seguito di Steins;Gate. La PS3 double pack collector's edition, oltre a contenere il videogioco originale Steins,Gate più Hiyoku renri no darling, è stata spedita con una speciale colonna sonora bonus intitolata "Steins;Gate symphonic material". Essa contiene dieci tracce del gioco eseguite da un'orchestra, ed è stata pubblicata il 24 maggio 2012. Successivamente è avvenuta una seconda pubblicazione commerciale su un set di due dischi, "Steins;Gate symphonic reunion", il 25 settembre 2013.
L'anime presenta quattro pezzi musicali: la sigla d'apertura "Hacking to the gate" di Kanako Itō, la sigla di chiusura "Tokitsukasadoru jūni no meiyaku" (刻司ル十二ノ盟約?) di Yui Sakakibara (che nei crediti viene menzionata come FES della band "Phantasm" (ファンタズム?) di Chaos;Head), e infine le sigle di chiusura degli episodi ventritré e ventiquattro, ovvero "Sky clad no kansokusha" e "Another Heaven", entrambe di Itō. I primi due singoli sono canzoni originali create apposta per l'anime, mentre invece le sigle di chiusura per gli ultimi due episodi della serie sono state prese dalla visual novel. Le musiche di sottofondo dell'adattamento sono state composte da Takeshi Abo, Jun Murakami e Yoshihiro Suda. Tra di esse vi sono sia temi del videogioco originale, che pezzi inediti eseguiti da un'orchestra. La colonna sonora dell'anime non è stata ancora resa disponibile commercialmente, bensì invece è stata pubblicata su due dischi inclusi nei Blu-ray Disc giapponesi. Il primo album, "Butterfly Effect", è stato pubblicato insieme al secondo BD il 27 giugno 2011, mentre il secondo album, "Event Horizon", è stato distribuito con l'ottavo BD il 25 gennaio 2012.

### Gioco da tavolo
GigasDrop ha pubblicato in Giappone una versione reale di Rai-Net Access Battlers (雷ネットアクセスバトラーズ?, Rainetto Akusesu Batorāzu), il gioco da tavolo fittizio che appare più volte nell'universo di Steins;Gate, il 28 dicembre 2011.

### Live action
Uno spettacolo live action della durata di otto giorni, allestito al teatro Zepp DiverCity di Tokyo con il titolo Living ADV: Steins;Gate, si è concluso il 20 ottobre 2013.

### Light novel
Una light novel dal titolo Steins;Gate: The Committee Of Antimatter, ambientata sei anni dopo gli eventi del gioco originale, doveva essere pubblicata il 29 agosto 2014. Pur essendo stata rimandata in un primo momento la data di pubblicazione al 16 gennaio 2015, il 22 dicembre 2014 è stato tuttavia annunciato che la produzione era stata annullata una volta per tutte.

### Videogiochi
Kurisu e Mayuri appaiono come personaggi giocanti nel videogioco crossover Nendoroid Generation, sviluppato dalla Banpresto e pubblicato per PlayStation Portable il 23 febbraio 2012. Phantom Breaker è invece un videogioco per Xbox 360, pubblicato in Giappone il 2 giugno 2011, che presenta come personaggi speciali sia Kurisu che Rimi di Chaos;Head.

## Accoglienza

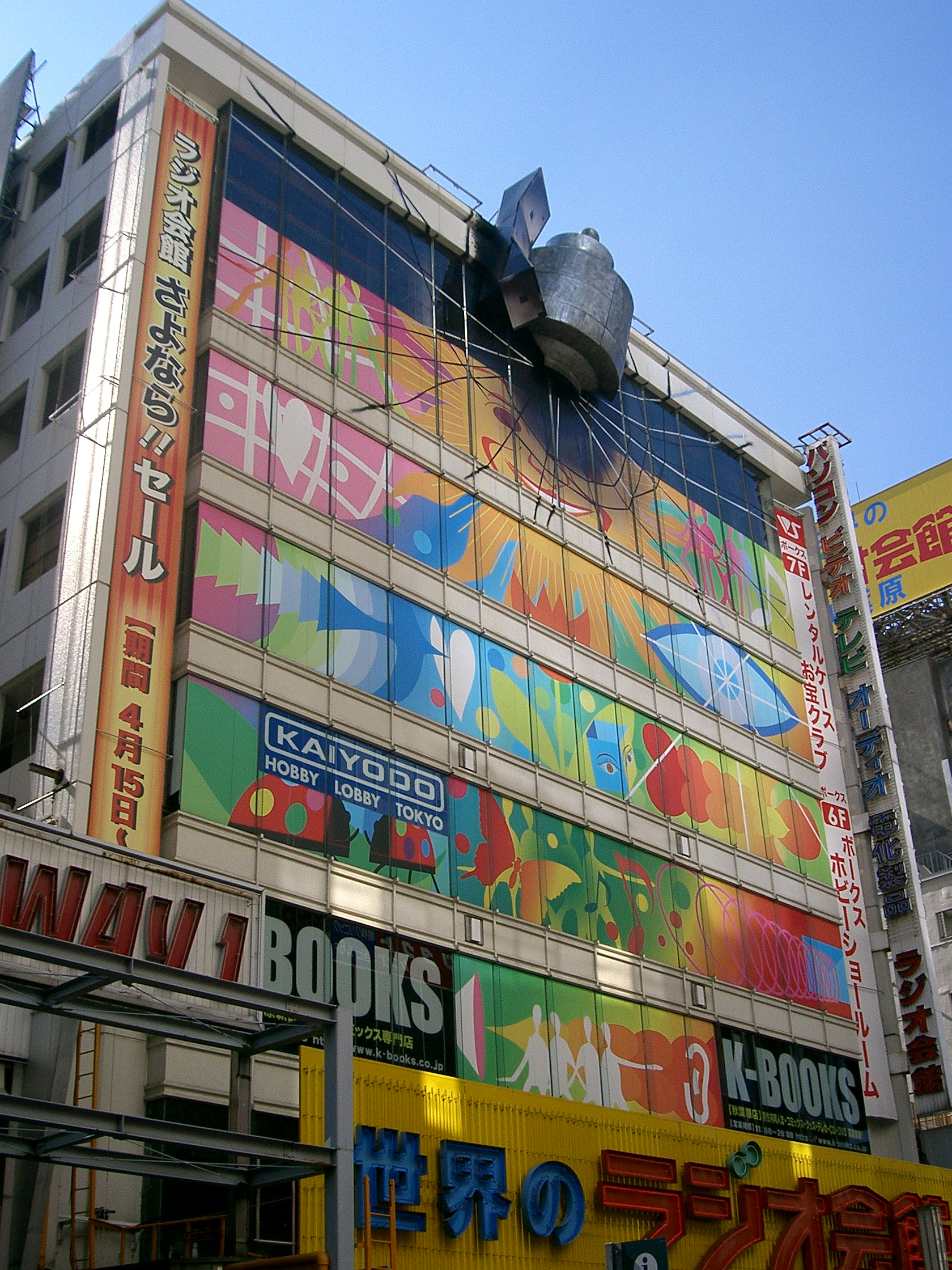
Un modello promozionale del satellite precipitato sull'edificio di Radio Kaikan ad Akihabara

Steins;Gate si è classificato tredicesimo nelle vendite avvenute durante la prima settimana dalla sua pubblicazione con ben 16,434 copie vendute, poi ventottesimo durante la seconda settimana con 4,253 copie, e infine ventiseiesimo durante la terza settimana con 6,095 copie, per un totale di 26,782 copie vendute entro il 29 ottobre 2009. Per quanto riguarda le vendite dei videogiochi per Xbox 360 su Amazon Giappone, Steins;Gate ha raggiunto la quarta posizione durante il periodo tra il 1º dicembre 2008 e il 30 novembre 2009. La versione per PSP si è invece posizionata seconda nelle classifiche dei videogiochi giapponesi, vendendo 63,558 copie dopo soltanto una settimana. Entro giugno 2011, tra PC, Xbox 360 e PSP, sono state spedite in totale 300,000 copie del gioco.
Senji Ishii di Famitsū Xbox 360 ha lodato la sceneggiatura dell'opera per la qualità dei dettagli, ed ha sottolineato che nel corso della storia alcuni avvenimenti apparentemente insignificanti, che vengono trascurati dal giocatore, più tardi si rivelano aver influenzato gli eventi del futuro. Inoltre, proprio per la maniera in cui la trama riesce a legare insieme tutti i vari eventi del gioco, Ishii ha ritenuto che sia stato necessario parecchio lavoro già soltanto per scrivere gli scenari. Nel 2009 Famitsū ha premiato Steins;Gate come gioco dell'anno. 4Gamer.net ha affermato che Steins;Gate sia paragonabile a 428: Fūsa Sareta Shibuya de ed ha ritenuto l'opera un gioiello che non era stato ancora visto negli ultimi anni. ITmedia Gamez ha osservato che chi gioca Steins;Gate dovrebbe fare attenzione a tutti i dettagli nella storia, siccome i colpi di scena sorprenderanno il giocatore in vari modi, ed ha suggerito di lasciare attive le voci dei personaggi, in quanto il doppiaggio è di buon livello. Tuttavia la recensione ha anche sottolineato che chi ha giocato la demo e non ha gradito l'atmosfera del gioco, probabilmente non troverà interessante nemmeno il resto della storia. Nel 2011 Steins;Gate è stato votato sesto nel sondaggio di Famitsū sui giochi più strappalacrime di sempre.
Anche l'adattamento anime è stato acclamato dalla critica. Anime News Network ha dato alla serie una valutazione complessiva pari ad una A-, assegnando in particolar modo una A alla storia. Il recensore Carlo Santos ha descritto l'anime un "capolavoro thriller" e "uno dei thriller fantascientifici più avvincenti della storia degli ultimi anime". Inoltre ha concluso aggiungendo che la serie ha un "concetto di viaggio nel tempo ben documentato" e dei "personaggi memorabili", e che la sua "trama costantemente sorprendente" lo rende "un thriller supremo capace di tenere incollati alla sedia". Steins;Gate è stato lodato anche dal produttore della Square Enix, Tomoya Asano, che l'ha descritto in possesso "di personaggi accattivanti e simpatici e di uno scenario che ha sorpreso i giocatori"; ciò ha portato poi lo sceneggiatore di Steins;Gate, Naotaka Hayashi, a scrivere pure la trama e i personaggi del videogioco di ruolo Bravely Default: Flying Fairy.